# USS Mindoro (CVE-120)
Le USS Mindoro (CVE-120)  était un porte-avions d'escorte de classe Commencement Bay de la marine américaine construit par le chantier naval Todd-Pacific à Tacoma dans l'État de Washington. Il fut mis en service le 4 décembre 1945. Après avoir servi dans les Caraïbes, l'Atlantique et la Méditerranée au début de la guerre froide, le porte-avions a été rayé de la liste de la marine le 1er décembre 1959 et mis au rebut. Il avait été surnommé Mighty Minnie.

## Historique

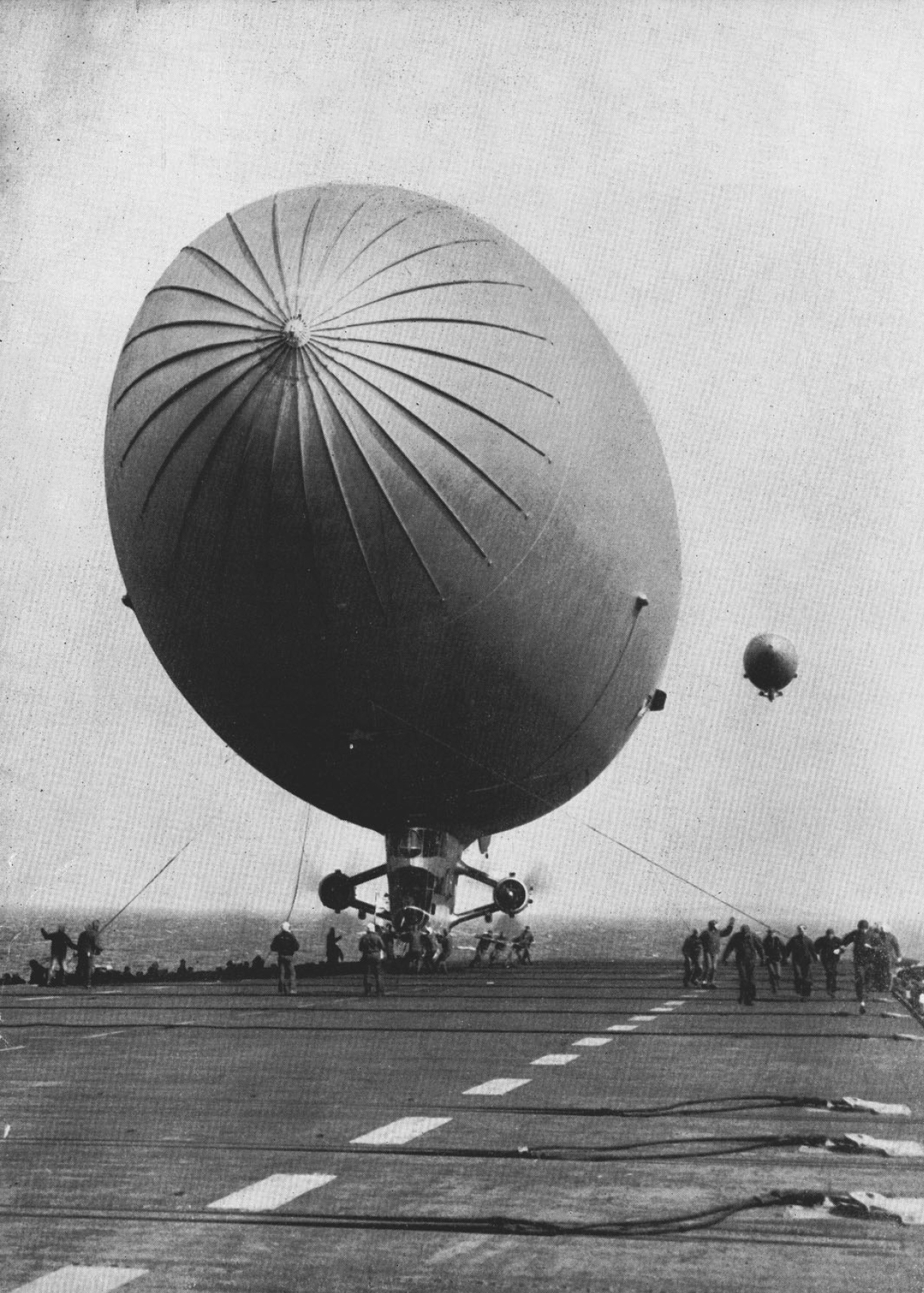
Un dirigeable de classe K atterrissant sur Mindoro dans les années 1950

Après les essais en mer le long de la côte ouest, Mindoro a navigué pour la côte est à la fin de janvier 1946 et est arrivé à Norfolk, en Virginie, le 15 février. Affecté à la Carrier Division 14, il a commencé des opérations de formation aérienne de transporteur puis a rejoint les navires de la 8ème flotte pour des exercices dans les eaux des Antilles. Pendant le reste de l'année, il a parcouru l'Atlantique de la Nouvelle-Angleterre à Cuba, entraînant des aviateurs navals et prenant part à des exercices du Groupe Hunter killer.
Alors que la nation subissait une démobilisation générale, Mindoro a continué à mener un programme chargé d'opérations de formation et de préparation. Au cours des neuf années suivantes, il a opéré à partir de Norfolk. En 1950 et de nouveau en 1954, il s'est déployé en Méditerranée où io a renforcé les forces de la 6ème flotte.
Mindoro a rejoint Boston le 17 janvier 1955 où il a été désarmé le 4 août 1955 et a rejoint la flotte de réserve de l'Atlantique. Alors qu'il était amarré à Boston, il a été reclassé 'AKV-20 en mai 1959 puis a été rayé du Naval Vessel Register le 1er décembre pour être mis au rebut à Hong Kong en 1960.